# Тит Педуцей
Тит Педу́цей (лат. Titus Peducaeus; I століття до н. е.) — політичний, державний та військовий діяч часів пізньої Римської республіки, консул-суффект 35 року до н. е.

## Життєпис
Походив з роду Педуцеїв часів пізньої Римської республіки. Відомостей про нього вкрай мало і вони часто є суперечливими, можливо його плутали з іншими представниками роду.
Вважають, що він був намісником Корсики і Сардинії у 48 році до н. е. Імовірно він був в Іспанії легатом Луція Антонія, брата Марка Антонія.
У 35 році до н. е. він отримав найвищий магістрат-епонім — його було обрано консулом-суфектом разом з Публієм Корнелієм Долабеллою. Про безпосередню діяльність під час консульського терміну джерела того часу не повідомляють.
Про подальшу долю Тита Педуцея згадок немає.